# Monte Carlo Open 1976 - Doppio
Il doppio del torneo di tennis Monte Carlo Open 1976, facente parte della categoria World Championship Tennis, ha avuto come vincitori Wojciech Fibak e Karl Meiler che hanno battuto in finale Björn Borg e Guillermo Vilas con il punteggio di 7–6, 6–1.

## Teste di serie
1. Wojciech Fibak /  Karl Meiler (Campioni)

1. Marty Riessen /  Roscoe Tanner (semifinali)

## Tabellone

### Legenda
| - Q = Qualificato - WC = Wild card - LL = Lucky loser | - ALT = Alternate - SE = Special Exempt - PR = Protected Ranking | - w/o = Walkover - r = Ritirato - d = Squalificato |

|  | Quarti di finale           | Quarti di finale            | Quarti di finale            | Quarti di finale | Quarti di finale |  |  | Semifinali                  | Semifinali                  | Semifinali                 | Semifinali                 | Semifinali                 |   |   | Finale                     | Finale                     | Finale                     | Finale | Finale |  |
|  |                            |                             |                             |                  |                  |  |  |                             |                             |                            |                            |                            |   |   |                            |                            |                            |        |        |  |
|  | 1                          | Wojciech Fibak Karl Meiler  | Wojciech Fibak Karl Meiler  | 6                | 6                |  |  |                             |                             |                            |                            |                            |   |   |                            |                            |                            |        |        |  |
|  |                            | P Dominguez F Jauffret      | P Dominguez F Jauffret      | 2                | 0                |  |  | Wojciech Fibak Karl Meiler  | Wojciech Fibak Karl Meiler  | Wojciech Fibak Karl Meiler | 6                          | 6                          |   |   |                            |                            |                            |        |        |  |
|  | Jiří Hřebec Jan Kodeš      | Jiří Hřebec Jan Kodeš       | Jiří Hřebec Jan Kodeš       | 6                | 6                |  |  | Jiří Hřebec Jan Kodeš       | Jiří Hřebec Jan Kodeš       | Jiří Hřebec Jan Kodeš      | 3                          | 2                          |   |   |                            |                            |                            |        |        |  |
|  | Bob Giltinan A Met'reveli  | Bob Giltinan A Met'reveli   | Bob Giltinan A Met'reveli   | 3                | 4                |  |  |                             |                             |                            |                            |                            |   |   | Wojciech Fibak Karl Meiler | Wojciech Fibak Karl Meiler | Wojciech Fibak Karl Meiler | 7      | 6      |  |
|  | Björn Borg Guillermo Vilas | Björn Borg Guillermo Vilas  | Björn Borg Guillermo Vilas  | 6                | 6                |  |  |                             |                             | Björn Borg Guillermo Vilas | Björn Borg Guillermo Vilas | Björn Borg Guillermo Vilas | 6 | 1 |                            |                            |                            |        |        |  |
|  | Ray Moore Onny Parun       | Ray Moore Onny Parun        | Ray Moore Onny Parun        | 0                | 2                |  |  | Björn Borg Guillermo Vilas  | Björn Borg Guillermo Vilas  | 1                          | 7                          | 7                          |   |   |                            |                            |                            |        |        |  |
|  | 2                          | Marty Riessen Roscoe Tanner | Marty Riessen Roscoe Tanner | 6                | 7                |  |  | Marty Riessen Roscoe Tanner | Marty Riessen Roscoe Tanner | 6                          | 5                          | 5                          |   |   |                            |                            |                            |        |        |  |
|  |                            | Pavel Hutka Adriano Panatta | Pavel Hutka Adriano Panatta | 4                | 6                |  |  |                             |                             |                            |                            |                            |   |   |                            |                            |                            |        |        |  |